# Lubiszyn
Lubiszyn (do 1945 niem. Ludwigsruh) – wieś w Polsce położona w województwie lubuskim, w powiecie gorzowskim, w gminie Lubiszyn. Jest siedzibą gminy Lubiszyn. Według danych z 2013 r. liczyła 770 mieszkańców.
Miejscowość została założona w 1707 r. jako osada przyfabryczna przy hucie szkła na terenach należących do Tarnowa. W 1 połowie XIX w. kolonia wraz z hutą i folwarkiem zostały wykupione od mironickiego urzędu domeny. W czasie II wojny światowej funkcjonował tu obóz jeniecki, podległy Stalagowi III C w Drzewicach. Od 1945 r. leży w granicach Polski.
W latach 1954–1972 wieś należała i była siedzibą władz gromady Lubiszyn. W latach 1975–1998 miejscowość należała administracyjnie do województwa gorzowskiego.
We wsi znajduje się neogotycki kościół z 1857 r.

## Położenie
Zgodnie z podziałem fizycznogeograficznym Polski według Kondrackiego teren, na którym położony jest Lubiszyn należy do prowincji Niziny Środkowoeuropejskiej, podprowincji Pojezierza Południowobałtyckiego, makroregionu Pojezierze Południowopomorskie oraz w końcowej klasyfikacji do mezoregionu Równina Gorzowska.
Miejscowość położona 20 km na pn. zach. od Gorzowa, 2 km od Tarnowa, przy drodze do Myśliborza. Posiada historyczny układ wielodrożnicy.

## Środowisko naturalne
Wokół Lubiszyna przeważają lasy sosnowe. W pobliżu znajduje się jezioro Marwicko oraz rezerwat przyrody „Bagno Chłopiny”.
Klimat umiarkowany-morski, z przewagą polarnomorskich mas powietrza. Pod względem ilości opadów Lubiszyn mieści się w środkowej strefie przeciętnej ilości opadów w Polsce.
Pomnik przyrody: grochodrzew biały, wysokość 27 m, obwód 320 cm, znajduje się na ulicy Pocztowej 37.

## Demografia
Ludność w ostatnich 3 stuleciach:

## Nazwa
Do 1819 r. funkcjonowała nazwa Tornowsche Hütte, Tornowsche Glasshütte. Niemiecka nazwa Ludwigsruh(e) oznacza „spokój Ludwika” (niem. Ruhe - spokój) i pochodzi od imienia ostatniego właściciela huty, Ludwiga Zimmermanna. Kierując się nią, Komisja Ustalania Nazw Miejscowości nadała polską nazwę w postaci neologizmu dzierżawczego Lubiszyn, czyli własność Lubisza.

## Historia
- 1707 - w podtarnowskich lasach Marcus Zimmermann z Holsztyna zakłada hutę szkła wraz z przyfabryczną osadą
- 1785 - zamknięcie huty; ostatnim właścicielem był Johann George Ludwig Zimmermann (1739-1810)
- 1801 - byłą przyfabryczną osadę, przekształconą w kolonię „Tornowsche Hütte” należącą do dóbr domeny Mironice, późniejszy Ludwigsruh, zamieszkuje 40 komorników; znajduje się tu folwark, kuźnia, karczma oraz smolarnia; właścicielem jest radca handlowy Zimmermann[8]
- 1813 - majątek, do którego należała huta, zostaje rozparcelowany i skolonizowany, dając początek wsi
- 1819 - pojawia się nowa nazwa wsi - Ludwigsruh - pochodząca od imienia ostatniego właściciela huty
- 1857 - wybudowano kościół
- 1871 - we wsi jest 251 domów[7]
- 1912 - przez wieś przeprowadzono linię kolejową z Gorzowa do Myśliborza (obecnie - stan 2014 r. - nieczynna)
- 1940-1945 - we wsi znajduje się oddział roboczy jeńców francuskich obozu w Drzewicach - Kommando Stalag III C Alt Drewitz, składający się z 28 ludzi pracujących w gospodarstwach rolnych[9]
- 30.01.1945 - zajęcie wsi przez oddziały radzieckiej 5 Armii Uderzeniowej
- 19.08.1945 - poświęcenie kościoła jako świątyni rzymskokatolickiej
- 14.05.1946 - Powiatowa Rada Narodowa w Gorzowie uchwaliła podział powiatu na dwie gminy miejskie (Kostrzyn i Witnica) i 7 wiejskich: Bogdaniec, Kłodawa, Lipki Wielkie, Lubiszyn, Witnica i Zieleniec
- 01.06.1951 - powstanie parafii rzymskokatolickiej w Lubiszynie, pierwszym proboszczem zostaje ks. Ludwik Chrapko (do 1959 r.); do tego czasu wieś należała do parafii św. Krzyża w Gorzowie Wlkp.
- 01.01.1955 - w następstwie reformy administracyjnej, która zniosła zbiorcze gminy wiejskie, w powiecie gorzowskim zaczęły funkcjonować 23 gromady, w tym Lubiszyn
- 1975–1998 – miejscowość administracyjnie należy do województwa gorzowskiego.

## Administracja
Miejscowość jest siedzibą gminy wiejskiej oraz sołectwa Lubiszyn.

## Architektura
Neogotycki kościół pw. Wniebowzięcia Najświętszej Maryi Panny, zbudowany w 1857 r. z czerwonej cegły drobnego formatu, na rzucie krzyża greckiego, z półkolistą absydą ołtarzową i kwadratową zakrystią. Pokrycie świątyni stanowią dwa dachy siodłowe ustawione do siebie prostopadle przez płaski dach zakrystii. Nad wejściem znajduje się smukła wieżyczka z dzwonem. W prezbiterium wisi obraz Matki Bożej Częstochowskiej podarowany przez parafię św. Krzyża z Gorzowa Wielkopolskiego w 1945 r. We wnętrzu zachowały się zabytkowe empory boczne i muzyczna.

## Kultura
- Gminna Biblioteka Publiczna z filiami w Baczynie, Stawie i Wysokiej
- Stowarzyszenie Historyczne „Prawda”

Imprezy cykliczne:
- Gminny Przegląd Piosenki Dziecięcej organizowany przez szkołę podstawową we współpracy z Urzędem Gminy
- Gminny Konkurs Plastyczny organizowany przez Gminną Bibliotekę Publiczną

## Edukacja  i nauka
- szkoła podstawowa; funkcjonuje od września 1945 r.
- przedszkole gminne, z filią w Baczynie

## Turystyka
W pobliżu Lubiszyna znajduje się jezioro Marwicko, wykorzystywane w okresie letnim jako kąpielisko przez mieszkańców gminy i Gorzowa.

## Religia
Parafia rzymskokatolicka pw. Wniebowzięcia Najświętszej Maryi Panny.

## Sport i rekreacja
- Klub Sportowy Unia Lubiszyn-Tarnów, powstały w 2001 r.
- ośrodek rekreacyjno- sportowy
- strzelnica myśliwska

## Gospodarka
- Gospodarczy Bank Spółdzielczy w Gorzowie Wlkp. oddział w Lubiszynie
- zakład drzewny
- „Malwa Tea”, producent herbat owocowych i ziołowych

W pobliżu miejscowości znajduje się eksploatowane złoże ropy naftowej „Lubiszyn”, dla którego utworzono obszar i teren górniczy „Lubiszyn”. Jego zasoby wydobywalne bilansowe według stanu na 31 grudnia 2013 r. wynoszą 21,83 tysięcy ton, zasoby przemysłowe 21,70 tysięcy ton, wydobycie zaś 8,31 tysięcy ton w 2013 r. Złoża wydobywalne bilansowe gazu wynoszą 3,62 mln m³, wydobycie w 2013 r. 1,48 mln m³.
We wsi był przystanek kolejowy Lubiszyn.

## Infrastruktura
- Gminny Ośrodek Pomocy Społecznej
- Centrum Integracji Społecznej „Rozwój”
- Zakład Usług Komunalnych, powołany w 1995 r.
- Ochotnicza Straż Pożarna
- Urząd Stanu Cywilnego
- Kółko Rolnicze
- ośrodek zdrowia
- punkt apteczny
- urząd pocztowy

W 2000 r. oddano do użytku oczyszczalnię ścieków.